# Alberto Manfredi
Alberto Manfredi (Reggio d'Émilie, 26 février 1930 - Reggio d'Émilie, 14 février 2001) est un peintre et graveur italien.
Parmi les protagonistes de la peinture figurative du second XXe siècle, Manfredi s’est consacré aux techniques de la gravure, matière qu’il a  enseignée dans les académies des Beaux-Arts de Lecce et de Florence puis s'oriente vers le livre d’artiste. 

## Biographie

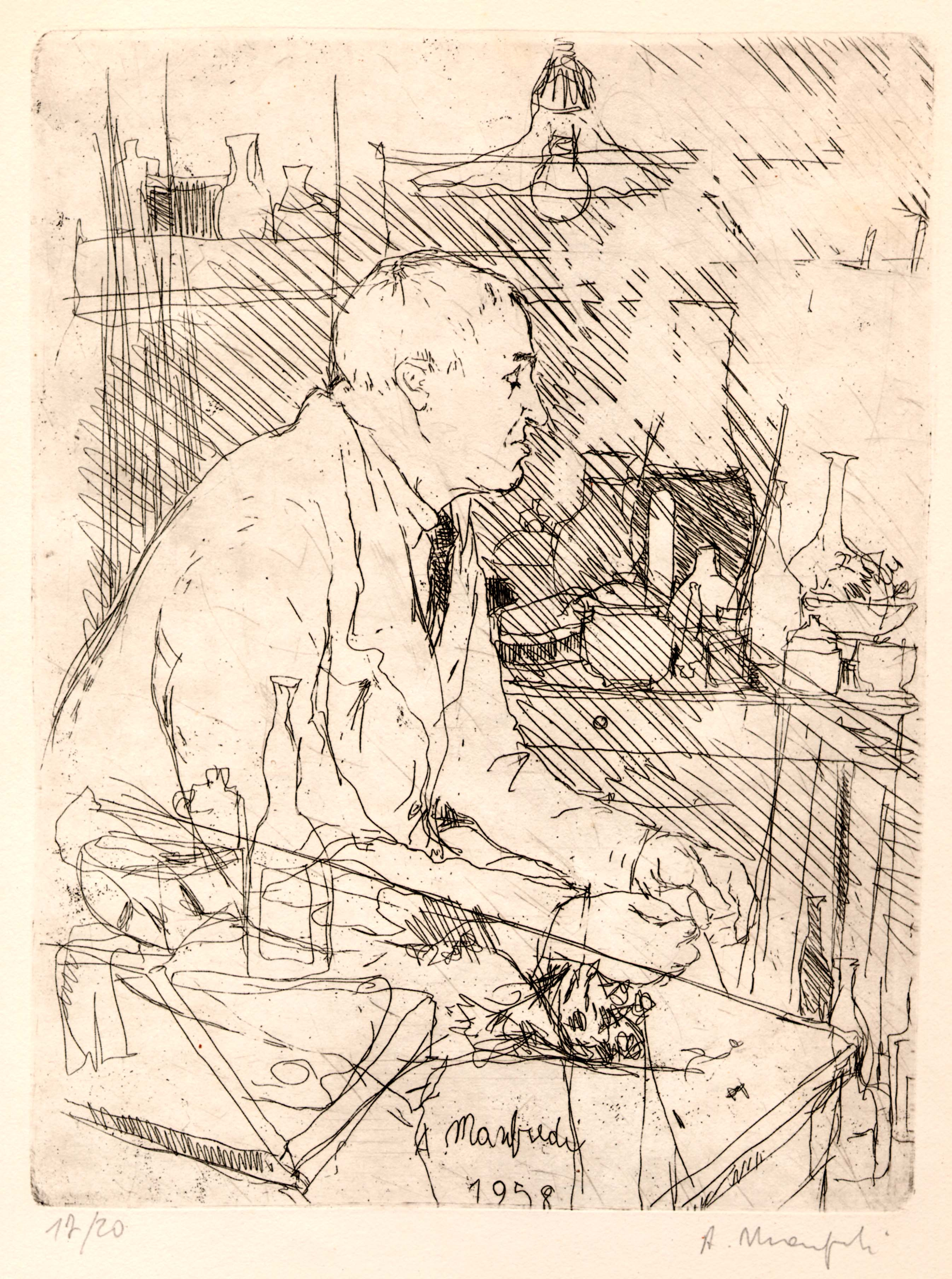
Portrait de Morandi, 1958, Eau-forte

Alberto Manfredi naît à Reggio Emilia le 26 février 1930.
En 1943, à la suite du bombardement de Reggio, il se déplace avec sa famille à Scandiano où il fréquente la huitième année à Ventoso, où était alors enseignant l'écrivain sicilien Gesualdo Bufalino.
En 1945 à Reggio d'Émilie dans la salle d'art de l'E.VAV est organisée sa première exposition personnelle de  peinture.
En 1949, il obtient la maturité classique au lycée Ariosto de Reggio puis il s'inscrit à l'Université de Bologne, à la Faculté des Lettres, où il suit les cours d'histoire de l'art de Rodolfo Pallucchini.
Avec le dessin L’amata al balcone il est récompensé en 1951 à la IIIe exposition nationale du dessin et de la gravure moderne de Reggio Emilia.
En 1952, il se rend à Rome, où il rencontre Mino Maccari grâce à qui, pendant ses années universitaires à Bologne, il  fréquente la maison de Giorgio Morandi et fait ses premières gravures avec des matrices en carton à tirage limité.
Il est diplômé en 1954 en littérature moderne à l'Université de Bologne, sous la direction de Rodolfo Pallucchini, avec une thèse sur les gravures de Mino Maccari dont il devient l'assistant en 1955 à l'Académie des beaux-arts de Rome. Carlo Ludovico Ragghianti l'inclut dans l'exposition qu'il  organise à Prato, Sessanta maestri del prossimo trentennio. La même année il obtient une bourse du gouvernement français qui lui permet de séjourner à Paris pendant quelques mois.
En 1956 Mino Maccari présente Alberto Manfredi dans le catalogue d'exposition à la Galerie La Strozzina à Florence lors de l'exposition personnelle qui lui est consacrée. A l'invitation d'Attilio Bertolucci, il collabore aux illustrations du magazine Il Gatto Selvatico.
1957, il collabore à certaines éditions de Luigi Veronelli, dont celle du marquis de Sade qui vaut à l'artiste et à l'éditeur un procès pour obscénité qu'il remporte en appel grâce aux témoignages de Maccari, Valsecchi, Argan, Pallucchini et autres. Leo Longanesi l'invite à collaborer aux illustrations de Il Borghese. Il se lie d'amitié avec le peintre et graveur brésilien Darel Valença Lins, qui séjournait en Italie dans les années 1957-1960.
Il quitte son travail d'assistant de Maccari à Rome en 1958 et part à Milan, dans l'imprimerie de Piero Fornasetti, pour créer une série de panneaux sur le thème des cafés historiques italiens . De cette année-là date la gravure « Ritratto di Morandi », dont l'édition est limitée à vingt exemplaires. L'original d'une de ses gravures, « Danseuse aux seins nus » est inséré dans la revue « Valbona » d'Urbino. Leonardo Sciascia fait référence à cette gravure vingt ans plus tard lors du deuxième des quatre catalogues anthologiques de ses gravures publiés par la Libreria Prandi.
Il réalise la série de dessins pour Penny Wirton e sua madre de Silvio D’Arzo publiés en 1978 chez Einaudi.
En 1962, il est professeur de techniques de gravure à l'Académie des Beaux-Arts de Lecce poste qu'il occupe jusqu'en 1967 quand il prend le même poste à l'Académie des beaux-arts de Florence, poste qu'il occupera jusqu'en 1999.
En 1973, il collabore en tant qu' illustrateur avec le périodique « L'Espresso ».
Au fil des années il se lie d'amitié avec Sergio Manetti, un vigneron, dans sa ferme Montevertine à Radda in Chianti  créant à partir de 1983 les étiquettes pour le vignoble Le Pergole Torte,,.
En 1985, il est lauréat du 1er prix de peinture à la « Ginestra d'Oro del Conero » à Numana - Ancône.
Certains de ses livres illustrés sont présents dans l'exposition itinérante « The Artist and the Book in XXth Century in Italy », (1992), basée sur la collection de Loriano Bertini et organisée par le Museum of Modern Art de New York.
En 1998 Alberto Manfredi fait don d'un  corpus de gravures chalcographiques à la Bibliothèque Panizzi de Reggio Emilia ; cette donation est à l'origine de l'exposition « Nel segno di Manfredi ».
Alberto Manfredi s’éteint dans la nuit entre le 13 et le 14 février 2001.

## Expositions
- 1947 : Reggio d'Émilie, Biennale Nationale du Noir et Blanc
- 1948 : Ravenne, IVe Exposition Internationale d'Art Contemporain
- 1954 : XXVIIe Biennale de Venise
- 1955 : Prato, « Sessanta maestri del prossimo trentennio» (choisi par Carlo Lodovico Ragghianti )
- 1956 : Florence, Galerie La Strozzina
- 1958 : Vérone, Galleria S. Luca
- 1959 : Maalaiskunta ( Finlande ), exposition personnelle de 30 peintures; Paris, Musée d'Art Moderne, Première Biennale des jeunes artistes ; Modèle:IIIe Biennale de Varsovie ; Venise, IIIe Biennale dell'incisione contemporanea (la gravure « Portrait de Morandi » a été primée)1961 ; Oslo, Italiansk Kunst I Dag.
- 1962 : Rome, Galleria La Piramide ; Milan, Galleria Il Milione ; Pordenone, Galleria Il Camino
- 1965 : Milan, Galerie Gian Ferrari
- 1967 : Modène, Galerie Forti Arte ; Prato, Galerie Métastase
- 1969 : Prato, Galerie Metastasio
- 1971 : Florence, Galerie Pananti ; Parme, Galerie Correggio
- 1972 : Milan, Galerie Nuovo Sagittario ; Prato, Galerie Métastase
- 1973 : Reggio d'Émilie, Librairie Antiquaire Prandi
- 1974 : Florence, Galerie Pananti ; Sienne, Galerie Nuovo Aminta
- 1975 : Reggio d'Émilie, Saletta Galaverni ; Prato, Galerie Métastase
- 1979 : Arezzo, Galerie Piero della Francesca
- 1980 : Prato, Galerie Metastasio ; Reggio d'Émilie, Saletta Galaverni
- 1981 : Bormio, Galerie Il Capricorne
- 1982 : Civitanova Marche, Galerie Centofiorini
- 1985 : Venise, Galerie Il Traghetto
- 1986 : Cava de' Tirreni, Galerie Il Portico
- 1989 : Strasbourg, Bâtiment du Parlement européen; Paris, Galerie Renoir.
- 1990 : Paris , Bouquinerie de l'Institut
- 1992 : Venise, Salone di Settembre, Galleria Il Mappamondo; Milan, « Undici maestri d’oggi», Galerie Il Mappamondo ; Paris, Bouquinerie de l'Institut («Œuvres sur papier»)
- 1993 : Ferrare, Pinacothèque nationale de Ferrare
- 1994 : Florence, Galerie Santo Ficara
- 2000 : Reggio d'Émilie, Palais Magnani (cent quatre-vingts œuvres exposées dont peintures, aquarelles, gravures)[13].
- 2003 : Reggio d'Émilie, Civici Musei (« Alberto Manfredi. Per un bestiario personale», exposition de 176 aquarelles à sujets animaliers)
- 2006 : Milan, Civica Raccolta delle Stampe Achille Bertarelli (conservée par l'Association des Amis de Leonardo Sciascia)
- 2009 : Helsinki, Ateneum : « Maestri italiani del Novecento. La collezione Rolando e Siv Pieraccini”[14]
- 2010 : Grizzana Morandi, « Alberto Manfredi. L'œuvre gravée.
- 2017 : Reggio d'Émilie, Palais da Mosto, « Alberto Manfredi. La collezione Giacomo Riva. Dipinti 1953-2000»[15].
- 2019 : Reggio d'Émilie, Palais da Mosto, « Alberto Manfredi. La donazione della collezione Giacomo, Annamaria e Anna Riva alla Fondazione Manodori»[16],[17],[18].
- 2025 : Reggio d'Émilie, Galleria 13, « Alberto Manfredi - La Bellezza della forma»[19]